# Ruderverriegelung

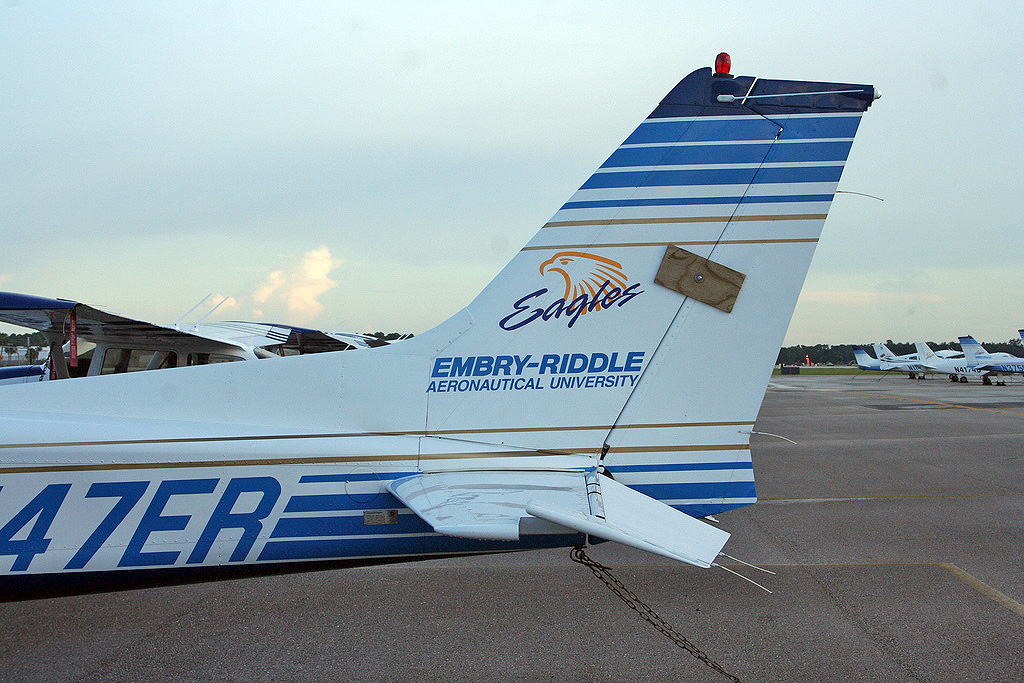
Äußere Ruderverriegelung an einem Seitenruder

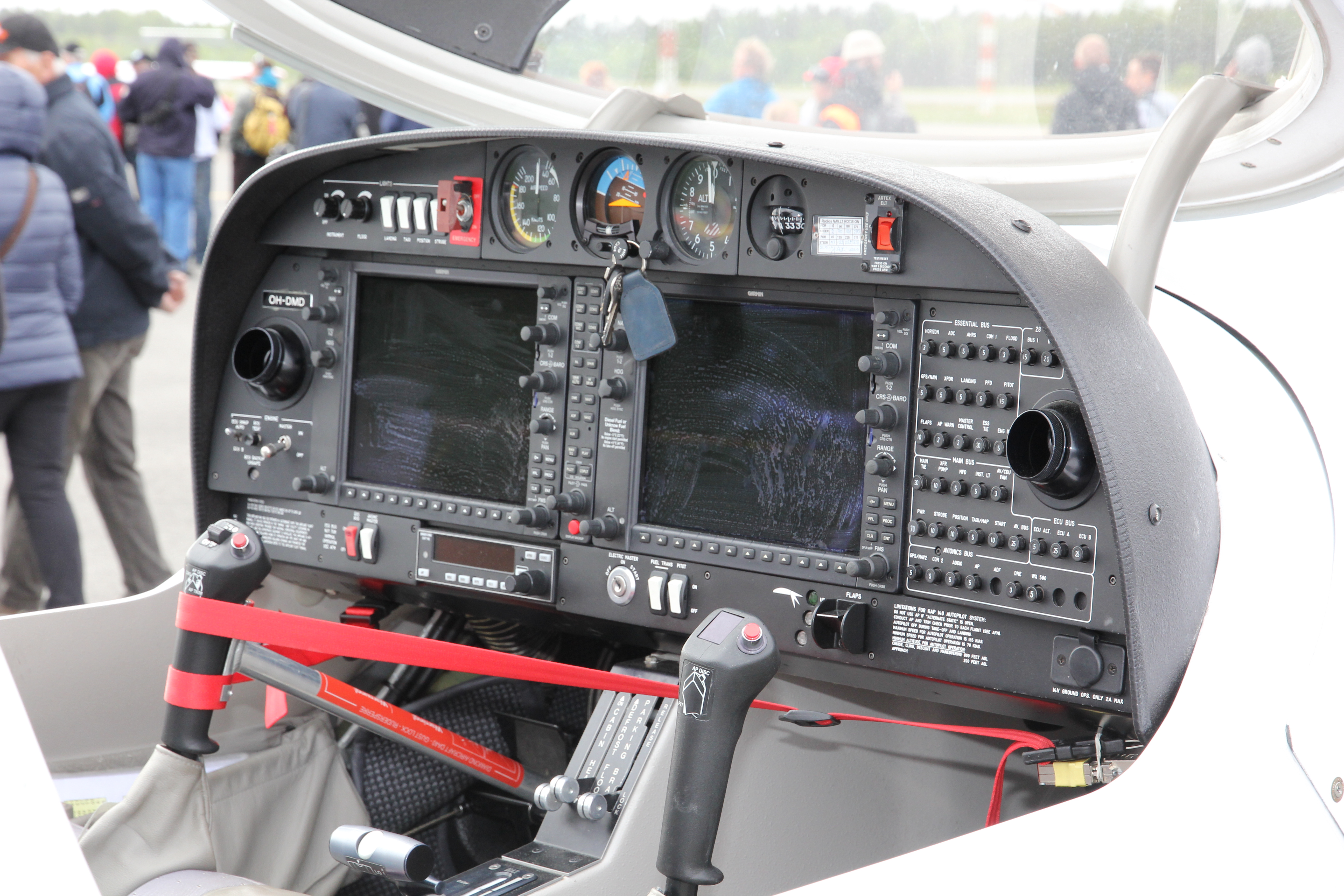
Improvisierte innere Ruderverriegelung an einem Steuerknüppel

Eine Ruderverriegelung (engl. Gust Lock) an einem Flugzeug ist ein Mechanismus, der die Steuerflächen verriegelt, während das Flugzeug auf dem Boden nicht betriebsbereit geparkt wird. Er verhindert, dass Wind unerwartete Bewegungen der Steuerflächen und den mit ihnen verbundenen Bedienelementen im Flugzeug verursacht. Andernfalls könnten Windböen Schäden an Kontrollflächen und -systemen oder nahe stehenden Personen, Fracht oder Maschinen verursachen. Einige Ruderverriegelungen sind externe Vorrichtungen, die direkt an den Steuerflächen des Flugzeugs befestigt sind, während andere Ausführungen an den Flugsteuerungen innerhalb des Cockpits angebracht sind.

## Ähnliche Verriegelung
Verriegelungen zum Schutz gegen Windeinflüsse, ebenfalls gust locks genannt,
blockieren bei einigen Flugzeugtypen auch deren Flugzeugtüren, um mechanische oder Personenschäden zu verhindern.

## Gefahren
Ruderverriegelungen können ein ernstes Risiko darstellen, wenn sie vor dem Start eines Flugzeugs nicht entfernt werden, da sie die Flugsteuerung unbrauchbar machen. Vergleichbar ist dies mit dem Losfahren mit einem Auto, bei dem das Lenkradschloss verriegelt ist. Viele interne Ruderverriegelungen verriegeln daher auch die Drosselklappe oder die Startvorrichtungen des Motors, solange sie aktiviert sind. Externe Ruderverriegelung müssen mit einer großen roten Markierung "Remove Before Flight" gekennzeichnet werden.

## Unfälle durch nicht entfernte Ruderverriegelungen
- Am 30. Oktober 1935 verunglückte das erste Exemplar der Boeing B-17 Flying Fortress, die erste Baureihe des Typs 299, als die Ruderverriegelungen verriegelt waren; die beiden Testpiloten starben.

- Am 3. Juni 1936, kaum ein Jahr später, verlor der deutsche Luftwaffen-Generalleutnant Walther Wever sein Leben in einem ähnlichen Unfall, als seine Heinkel He 70-Blitz abstürzte.

- Am 26. Januar 1947 starben Prinz Gustaf Adolf von Schweden, die amerikanische Sängerin und Schauspielerin Grace Moore und 21 weitere Menschen beim Absturz einer Douglas DC-3 der niederländischen KLM (Luftfahrzeugkennzeichen PH-TCR) am Flughafen Kopenhagen, weil ein Hilfsmechaniker der KLM die Entfernung der Ruderverriegelungen an der Heckflosse des Flugzeugs unterlassen und die Flugbesatzung das Überprüfen der Steuerung vergessen hatte.(siehe Flugzeugkatastrophe von Kastrup).[1][2]

- Am 29. Mai 1947 rollte eine DC-4 der United Air Lines (NC30046) auf dem Flughafen New York-La Guardia bei einem verspäteten Startabbruch aus dem Flughafengelände hinaus und explodierte. Die Ruderverriegelungen waren nicht gelöst worden. Nur 5 der 48 Insassen überlebten (siehe auch United-Air-Lines-Flug 521).[3]

- Am 20. Dezember 1952 überschlug sich eine Douglas C-124A Globemaster II (50-0100) beim Start von der Larson Air Force Base, Moses Lake, Washington und fing Feuer. Die Ruderverriegelungen von Höhenruder und Seitenruder waren vor dem Start nicht deaktiviert worden, so dass die Maschine nicht steuerbar war. Von den 115 Menschen an Bord starben 87, nur 28 überlebten.[4]

- Am 2. Januar 1975 wurde versucht, mit einer Douglas DC-4/C-54P der US-amerikanischen Transvall Corp. (N37AP) von der Davis-Monthan Air Force Base (Arizona, USA) zu starten. Das Flugzeug raste jedoch über das Startbahnende hinaus ohne abzuheben und wurde irreparabel beschädigt. Die Ursache war, dass vor dem Start weder die Ruderverriegelung der Steuerungen entfernt noch die Freigängigkeit der Steuerflächen überprüft worden war. Außerdem hatte der Kapitän trotzdem den Start nicht abgebrochen. Alle drei Besatzungsmitglieder überlebten den Unfall.[5]

- Am 13. Dezember 1977 ereignete sich auch der Absturz einer Douglas DC-3 der Air Indiana (N51071)  kurz nach dem Start auf dem Evansville Regional Airport in Evansville (Indiana) aus diesem Grund.[6]

- Am 31. Juli 1979 hob eine Hawker Siddeley 748 Serie 1 der Dan-Air (G-BEKF) beim Startversuch auf dem Flughafen Sumburgh auf den Shetland-Inseln nicht ab und stürzte 50 m hinter der Küste ins benachbarte Meer, nachdem die Ruderverriegelungen während des Starts wieder aktiviert worden waren und das Flugzeug deswegen nicht an Höhe gewinnen konnte. Dabei kamen 17 der 47 Menschen an Bord ums Leben (siehe auch Dan-Air-Flug 0034).[7]

- Am 8. Oktober 2019 kam eine BAe Jetstream 32 der AIS Airlines während des Startlaufs am Flughafen Münster/Osnabrück von der Piste ab. Grund dafür war die vor dem Start nicht entfernte Ruderverriegelung. Es wurden keine Personen verletzt. Am Flugzeug kam es zu leichten Beschädigungen.[8]